# アックアスパルタ
アックアスパルタ（伊: Acquasparta）は、イタリア共和国ウンブリア州テルニ県にある、人口約4,400人の基礎自治体（コムーネ）。

## 地理

### 位置・広がり

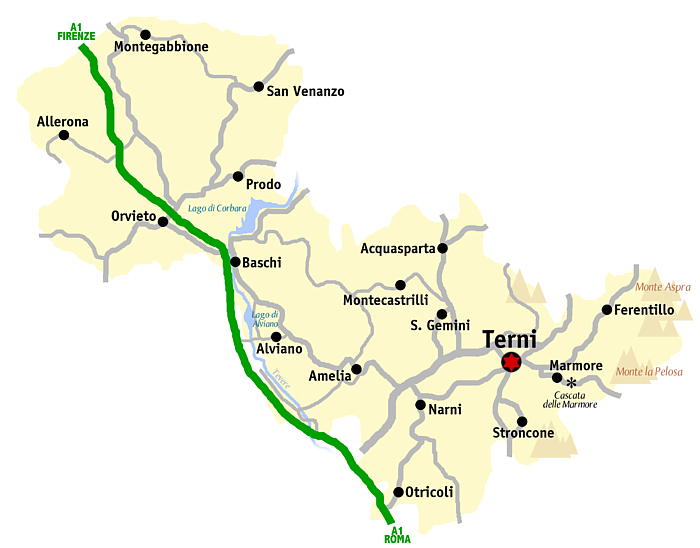
テルニ県

テルニ県南東部のコムーネ。

#### 隣接コムーネ
隣接するコムーネは以下の通り。括弧内のPGはペルージャ県所属を示す。
- アヴィリアーノ・ウンブロ
- マッサ・マルターナ (PG)
- モンテカストリッリ
- スポレート (PG)
- テルニ
- トーディ (PG)

### 気候分類・地震分類
アックアスパルタにおけるイタリアの気候分類 (it) および度日は、zona D, 1947 GGである。
また、イタリアの地震リスク階級 (it) では、zona 2 (sismicità media) に分類される。

## 行政

### 分離集落
アックアスパルタには以下の分離集落（フラツィオーネ）がある。
- Canepine, Casigliano, Casteldelmonte, Configni, Firenzuola, Macerino, Portaria, Rosaro,Selvarelle, Scoppio

## 文化・観光
「イタリアの最も美しい村」クラブ加盟コムーネである。